# Museo Rodin
El museo Rodin es un museo francés que está en el VII Distrito de París. Abrió sus puertas en 1919 en el antiguo Hôtel Biron y muestra el trabajo del escultor Auguste Rodin.
Rodin residió en el Hôtel Biron, adquirido por el Estado francés en 1905. Rodin alquila su planta baja en 1908 y posteriormente dona parte de su colección personal, que no se donaría completamente hasta 1916. Rodin deposita todas sus colecciones, sus archivos, su propiedad de Meudon y su obra, esculturas y dibujos. La institución abre las puertas al público en 1919.
El edificio,  construido en 1727 por el arquitecto Jean Aubert,  fue encargado por un peluquero que había hecho fortuna por la emisión del papel moneda. Se trata del típico hôtel particulier francés, un palacete pequeño con 3 hectáreas de jardín y una estructura de diez habitaciones en la planta baja y de ocho en la parte superior. El edificio, de estilo neoclásico, es una casa unifamiliar en contraposición al Rococó, que buscaría la creación de un palacio pequeño. En él se combinan fachadas de tradición clásica y renacentista y remates de inspiración arquitectónica popular, sobre todo las chimeneas o las buhardillas. Con este edificio se establecerá en Francia una tipología de casa unifamiliar.